# Batalla de Taliwa
La batalla de Taliwa es va dur a terme a Ball Ground, Geòrgia en 1755. Segons el folklore cherokee, es va lliurar a causa d'una disputa de terres entre cherokees i creek, amb els cherokees com a guanyadors. Tanmateix, els turons envaïts per l'exèrcit cherokee eren unes 100 milles lluny de Taliwa, i Taliwa no era una vila muskogee creek.
Un aspecte important del folklore cherokee és la història d'una jove vídua heroica. Nan'yehi (més tard Nancy Ward), qui amb 18 anys, va prendre la pistola del seu marit mort, i cantant una cançó de guerra, va portar als cherokees a la victòria en aquest batalla sobre la terra. Això li va fer-se guanyar el títol de "Dona Guerrera", i el respecte durador com a líder tribal cherokee.
El folklore cherokee descriu la guerra entre els cherokees i els muskogees com la disputa de territori de caça en el que avui és el nord de Geòrgia, L'última fase de la guerra va durar des de 1753 a 1755. No obstant això, la guerra en realitat va començar en 1715 després que els cherokees convidaren a tots els líders muskogee (no hi havia tribu creek llavors) a una conferència diplomàtica a la ciutat cherokee de Tugaloo, a la capçalera del riu Savannah. A instàncies d'un prestidigitador cherokee, els amfitrions cherokee assassinaren tots els líders creek mentre dormien, precipitant així una guerra de cinquanta anys. Els mapes anglesos i francesos de l'època mostren només una petita àrea a l'extrem nord-est del que avui és Geòrgia ocupada o reclamada sempre pels cherokees, de manera que la història dels territoris de caça conjunts és un mite.
Els cherokees recorden la Batalla de Taliwa com una gran victòria sobre els muskogee-creek. No obstant això, els arxius reals de l'època expliquen una història oposada. En primer lloc, el nord-oest de Geòrgia va ser reclamat per França i ocupat pels seus aliats indis, els apalachicola. Els muskogee-creek eren aliats de la Colònia de Geòrgia i de Gran Bretanya. No hi ha evidències que els muskogees haguessin habitat mai el nord-oest de Geòrgia ni que reclamessin com a seu el territori. La paraula Taliwa, de fet, no és muskogee cCreek, sinó la paraula apalachicola per a "poble." És poc probable que els muskogee-creeks, com aliats de la Gran Bretanya, hauria lluitat en nom d'una tribu aliada amb França.
Els mapes militars francesos de l'època mostren la totalitat del que avui és el nord-oest de Geòrgia ocupat per tribus aliades amb França fins a 1763. De fet, en 1757, un gran contingent d'alts creeks, aliats amb França, es van traslladar des del que avui és el centre-nord d'Alabama fins al nord-oest de Geòrgia per reforçar els apalachicola. Van romandre a la regió fins a 1763. Així, els cherokees poden haver cremat la ciutat apalachicola de Taliwa, però no ocuparen el nord-oest de Geòrgia, fins que aquesta regió fou entregada als britànics en 1763.
L'evidència que refuta la versió cherokee de la Guerra Cherokee-Muskogee es troba als arxius de la Georgia Historical Society. Les cartes i els informes dels funcionaris i dels comerciants colonials de Geòrgia descriuen una sèrie d'atacs devastadors entre 1750 i 1755 a les viles de la Vall Cherokee a Carolina del Nord i de les viles Baix Cherokee al nord-est de Geòrgia, que van deixar la regió despoblada i s'utilitza com Creek vedats de caça. Aquests informes han estat confirmats per un mapa elaborat per John Mitchell en 1755, que mostra tots els pobles cherokee de la Vall i Geòrgia cremats i abandonats en aquest any.
La fita històrica de l'Estat de Geòrgia descrit a continuació reflecteix la versió del folklore cherokee de la Guerra Cherokee-Muskogee.

## Fita històrica
La Fita Història Estatal de Geòrgia State es troba al pas a nivell de l'Autopista estatal de Geòrgia 372 pel centre de la ciutat de Ball Ground. hi diu:

BATALLA DE TALIWA

Dues milles i mitja cap a l'est, prop de la confluència de Long-Swamp Creek i el riu Etowah, és el lloc tradicional de Taliwa, escenari de la batalla més ferotge i més decisiva en la llarga guerra de la dècada de 1740 i 1750 entre els dherokee i els indis creek.

Allà, al voltant de 1755, el gran cap de guerra cherokee Oconostota va portar 500 dels seus guerrers a la victòria sobre una banda més gran de creeks. Tan completa va ser la derrota que els creeks es van retirar al sud del riu Chattahoochee, deixant als seus oponents la regió més tard per esdevenir el cor de la malmesa Nació Cherokee.

028-1 GEORGIA HISTORICAL COMMISSION 1953.